# لسلی جکسون چیهولی
لسلی جکسون چیهولی (Leslie Jackson Chihuly) (زادهٔ اول می ۱۹۶۱)، مدیر هنری و نوع‌دوست آمریکایی است. وی رئیس هیئت‌مدیره و مدیر اجرایی شرکت چیهولی است. این شرکت شامل استودیو و کارگاه چیهولی بوده که هر دو بیان‌گر فعالیت‌های هنری و بینش همسرش، دیل چیهولی است. در سال ۲۰۱۸، او پس از ۹ سال فعالیت در جایگاه ریاست هیئت‌مدیره و اجرای تغییرات بنیادی، به‌عنوان رئیس بازنشستهٔ هیئت‌مدیرهٔ ارکستر سمفونیک سیاتل برگزیده شد. این مسئولیت‌ها همزمان با تصدی اموری نظیر مدیرعاملی و مدیریت استعدادهای نوپای عرصهٔ موسیقی بود. همچنین او مسئولیت خروج سازمان از چالش‌های مالی و درگیری‌های سازمانی در سال ۲۰۰۹ و ورود آن به صحنهٔ کارنگی هال در سال ۲۰۱۴ را برعهده داشت. ارکستر سمفونیک سیاتل به رهبری او برندهٔ سه جایزهٔ گرمی شد و در سال ۲۰۱۸ جایزهٔ گرامافون «بهترین ارکستر سال» را دریافت کرد. لسلی چیهولی عضو هیئت‌مدیرهٔ ارکستر سمفونیک سیاتل، کالج واسر و مدرسهٔ شیشه‌ای پیلچاک است.

## اوایل زندگی و تحصیلات
جکسون چیهولی در سال ۱۹۶۱ در اوکلاهما، ایالت اوکلاهما چشم به جهان گشود. او دختر رویال سی. جکسون، مهندس مکانیک، و جو مورگان جکسون، مربی و سرباز داوطلب است و یک خواهر کوچک‌تر و دو برادر بزرگ‌تر دارد. رویال سی. جکسون در سال ۱۹۹۳ چشم از جهان فروبست. جو مورگان جکسون در سال ۲۰۰۳ درگذشت. جکسون چیهولی در آماریلو، ایالت تگزاس و گایمون، ایالت اوکلاهما بزرگ شده‌است.
او در پنج‌سالگی نواختنِ فلوت و پیانو را آموخت و تا امروز نوازندهٔ این دو ساز است. در ایام کودکی، در اردوهای موسیقی و نویسندگی بسیاری شرکت می‌کرد، ازجمله اردوی شعر در تاهلکواه ایالت اوکلاهاما که شاعر سرشناس، دونالد هال، در دههٔ ۱۹۷۰ برگزار کرده بود. در سال ۱۹۷۹، جکسون چیهولی در کالج واسر ثبت‌نام کرد. او اوایل دوران تحصیل خود، میان سال‌های ۱۹۸۱ تا ۱۹۸۲، را در خارج از کشور و در کالج ترینیتی شهر دوبلین در ایرلند گذراند. در سال ۱۹۸۳، چیهولی با دریافت مدرک کارشناسی در رشتهٔ ادبیات انگلیسی از کالج واسر فارغ‌التحصیل شد.
جکسون چیهولی در دههٔ بیستم زندگی خود، در دههٔ ۱۹۸۰ و اوایل دههٔ ۱۹۹۰، به هند، تایلند، چین و کشورهای اروپایی سفر کرد. وی به‌عنوان دستیار تولید برنامهٔ «دموکراسی در عمل» در شبکهٔ پی‌بی‌اس فعالیت می‌کرد. این برنامه با نگاهی طنز به بررسی مسئلهٔ انتخابات آمریکا می‌پرداخت. فرانک زاپا و تیموتی لیری، مجریان برنامهٔ «دموکراسی در عمل» بودند؛ برنامه‌ای که در سال ۱۹۹۲ در آمریکا و روسیه پخش شد.
جکسون چیهولی در دانشکدهٔ مطالعات بین‌الملل هنری ام. جکسون دانشگاه واشینگتن ثبت‌نام کرد و در سال ۱۹۹۳ با مدرک کارشناسی ارشد در رشتهٔ مطالعات بین‌الملل فارغ‌التحصیل شد. در آن زمان، او در مسکو پایتخت روسیه می‌زیست و کارآموز دانشگاه دولتی مسکو بود.

## حرفه
جکسون چیهولی در برنامه‌های جشنوارهٔ هنری گودویل که در حاشیهٔ بازی‌های گودویل سال ۱۹۹۰بود، فعالیت می‌کرد. مجله-ی نیویورک تایمز معتقد بود هدف این جشنواره بیشتر گشودن مرزهای جدید هنری بوده تا کاستن از تنش‌های بین‌المللی. او در سال ۱۹۹۴ به شرکت چیهولی پیوست و در ۳ دسامبر ۲۰۰۸ ریاست این شرکت را برعهده گرفت. همچنین در ۲۰ ژانویه ۲۰۱۵، همزمان به سمت ریاست هیئت‌مدیره و مدیرعاملی شرکت چیهولی برگزیده شد. جکسون در زمان ریاست و مدیرعاملی خود در شرکت، همیشه از تمام قدرت سازمانی خود برای حمایت از دیدگاه هنری دیل چیهولی، مشتمل بر همهٔ جنبه‌های هنری وی، از سفارش‌های بزرگ تا موزهٔ نمایشگاه‌ها و آثار هنری فردی و تا نسخ قدیمی، بهره برد. جکسون چیهولی به‌عنوان تهیه‌کنندهٔ اجرایی پیلچاک فعالیت می‌کرد. مستند رقص با آتش در سال ۲۰۱۵ در مورد تاریخ مدرسهٔ شیشه‌ای پیلچاک ساخته شده‌است. این فیلم در سال ۲۰۱۶ برندهٔ جایزهٔ امی بخش شمال‌غربی برای بهترین فیلم مستند شد.
جکسون چیهولی در طول فعالیت ۱۵ سالهٔ خود در هیئت‌مدیرهٔ ارکستر سمفونیک سیاتل که مدت ۹ سال از آن به‌عنوان رئیس هیئت‌مدیره بوده، دوره‌ای درخشان در این سازمان رقم زده و تغییرات قابل‌توجهی ایجاد کرده‌است. ازجمله آن‌که او لودویک مورلو را به‌عنوان مدیر موسیقی و سیمون وودز را به‌عنوان رئیس هیئت‌مدیره و مدیرعامل استخدام کرد. چیهولی همچنین رویدادهای نوآورانه‌ای مانند کنسرتی با حضور مکلمور و رایان لوئیس، راسل ویلسون و سی‌یرا برای جمع‌آوری کمک‌های مالی برگزار کرده‌است.
در سال ۲۰۱۸، جکسون چیهولی در دانشکدهٔ بازرگانی فاستر دانشگاه واشینگتن به‌عنوان بخشی از مجموعه‌برنامهٔ رهبران در قامت اسطوره‌ها در مورد جنبه‌های متعدد رهبری و اهمیت حفظ انرژی و اشتیاق لازم برای الهام‌بخشی به دیگران صحبت کرد.

## بشردوستی
در سال ۲۰۰۹، جکسون چیهولی و همسرش، بنیاد دیل و لسلی چیهولی را بنا نهادند تا بودجه‌ای مناسب برای آموزش عمومی در حوزهٔ فعالیت‌های متنوع هنری تأمین و از هنرمندان و سازمان‌های هنری حمایت کنند. زوج چیهولی در سازمان‌های غیرانتفاعی و بشردوستانهٔ بسیاری در سطح منطقه و کشور مشارکت دارند که این سازمان‌ها بر سلامت، آموزش، موسیقی و هنر متمرکز هستند. زیرمجموعه‌های بنیاد آن‌ها شامل اعتماد هنرمندان، هنرمندان رده‌بالا، در مسیر هنر، برنامهٔ قهرمانان هاتشاپ در موزهٔ شیشه و مجموعه‌سخنرانی‌های هنرمندان در دانشگاه واشینگتن می‌شود. علاوه بر این، زوج چیهولی از بنیاد پژوهش‌های دیابت نوجوانان، جشنوارهٔ بین‌المللی فیلم سیاتل، جایگاه مری، سخنرانی‌ها و آثار هنری سیاتل، موزهٔ هنر سیاتل، موزهٔ هنر تاکوما و کی‌ای‌اکس‌پی-اف‌ام حمایت می‌کنند.
در سال ۲۰۱۵، جکسون چیهولی هدیه‌ای دوونیم میلیون دلاری برای تأسیس جایگاه لسلی جکسون چیهولی پیشکش کرد و مقام مدیریت اجرایی ارکستر سمفونیک سیاتل به‌صورت دائمی به وی اعطا شد. در سال ۲۰۱۷، خانوادهٔ چیهولی پنج اثر هنری گران‌بها که ارزش آن‌ها در همان زمان ۳٫۴ میلیون دلار بود، از طریق ادارهٔ کل خدمات عمومی آمریکا در ایستگاه اتحادیهٔ تاکوما به مردم ایالات متحده اهدا کردند. در سال ۲۰۱۷، دیل و لسلی چیهولی برای نخستین‌بار در ملأعام به‌خاطر ابتلای دیل به اختلال دوقطبی با یک‌دیگر مشاجره کردند. از همان زمان، جکسون چیهولی بر فعالیت خود در زمینهٔ درمان و کاهش بیماری‌های روانی افزود. از جمله فعالیت‌های وی می‌توان به عضویت در پویش ملی «ننگ ساختارشکنی» از طریق بیمارستان مک‌لین اشاره کرد. این پروژه که در دسامبر ۲۰۱۶ افتتاح شد، شامل نمایشگاه عکس و مجموعه‌داستانی از بیماران روانی بود.

## افتخارات
- در سال ۲۰۱۸، دانشگاه نوادا، لاس وگاس، کالج هنرهای زیبا به جکسون چیهولی به‌دلیل دستاوردهای بی‌نظیر در عرصهٔ هنر، نشان افتخار تقدیم کرد.[۳۲]
- در سال ۲۰۱۷، کانون دانشگاه زنان در بنیاد سیاتل به جکسون چیهولی به پاس خدماتش و نیز حمایت از هنر، جایزهٔ براوا را اهدا کرد.[۳۳]
- در سال ۲۰۱۵، او جایزهٔ «زنان شجاع» را از سناتور آمریکایی، ماریا کانتول، دریافت کرد. این جایزه به زنان پرافتخار و الهام‌بخش و سازندهٔ جامعه تعلق می‌گیرد.[۳۴]
- در سال ۲۰۱۱، مجلهٔ تجاری پوگت ساند، جکسون چیهولی را به‌عنوان یکی از زنان تأثیرگذار معرفی کرد.[۳۵]

## زندگی شخصی
جکسون چیهولی و همسرش، دیل چیهولی، در سال ۲۰۰۵ ازدواج کردند و یک پسر دارند.